# Show das Poderosinhas
Show das Poderosinhas é a segunda turnê promocional da cantora e atriz brasileira Anitta. A turnê iniciou-se em 10 de outubro de 2015, no Rio de Janeiro, Brasil. Diferente das outras turnês, cada Show das Poderosinhas é destinado ao público infanto-juvenil, com repertório, cenários, figurinos e coreografias desenvolvidos especialmente para a festa.

## Conceito
Diferente das outras turnês essa é mais colorida e os figurinos usados pela cantora são mais descontraídos, além de haver canções selecionadas especialmente para a ocasião como "Bang", "Show das Poderosas", "Não Para", "Meiga e Abusada", "Essa Mina é Louca", "Você Partiu Meu Coração", "Sua Cara", "Movimento da Sanfoninha" e covers de artistas internacionais e nacionais como Ariana Grande, Taylor Swift, Katy Perry, Dua Lipa, Ludmilla, Pabllo Vittar, Biel, Livinho e outros.

## Repertório
1. "Na Batida"
2. "Não Para"
3. "Menina Má"
4. "Hoje" / "Sem Querer"
5. "Break Free"  / "Lips Are Movin" / "Shake It Off"
6. "Meiga e Abusada"
7. "Eu Vou Ficar"
8. "Cobertor"
9. "Escreve Aí"
10. "Música de Amor"
11. "Zen"
12. "Ritmo Perfeito"
13. "Bang"
14. "Deixa Ele Sofrer"
15. "Movimento da Sanfoninha"
16. "Medley Funk"
17. "No Meu Talento
18. "Show das Poderosas"
19. "Blá Blá Blá"

1. "Não Para"
2. "Na Batida"
3. "No Meu Talento"
4. "Meiga e Abusada"
5. "Química" / "This Is What You Came For" / "Sorry" / "Work from Home" / "Side to Side"
6. "Bang"
7. "Ritmo Perfeito" / "Ginza (Anitta Remix)"
8. "Deixa Ele Sofrer"
9. "Cobertor"
10. "Cravo e Canela"
11. "Zen"
12. "Essa Mina É Louca"
13. "Bom"
14. "Sim ou Não"
15. "Movimento da Sanfoninha"
16. "Show das Poderosas"
17. "Blá Blá Blá"
18. "Sim ou Não" (Reprise)

1. "Não Para"
2. "Na Batida"
3. "No Meu Talento"
4. "Meiga e Abusada"
5. "Química" / "This Is What You Came For" / "Sorry" / "Work from Home" / "Side to Side"
6. "Bang"
7. "Ritmo Perfeito" / "Ginza (Anitta Remix)"
8. "Deixa Ele Sofrer"
9. "Cobertor"
10. "Cravo e Canela"
11. "Zen"
12. "Panda"
13. "Loka"
14. "Você Partiu Meu Coração"
15. "Essa Mina É Louca"
16. "Bom"
17. "Sim ou Não"
18. "Movimento da Sanfoninha"
19. "Show das Poderosas"
20. "Blá Blá Blá"
21. "Bang" (Reprise)

Notas
- Durante o show em Novo Hamburgo no dia 12 de abril de 2018, a música "Cravo e Canela" não foi cantada.

1. "Não Para"
2. "Blá Blá Blá"
3. "Na Batida"
4. "No Meu Talento"
5. "Meiga e Abusada"
6. "Cheguei" / "Fazer Falta" / "K.O." / "New Rules"
7. "Ritmo Perfeito" / "Ginza (Anitta Remix)"
8. "Mi Gente" / "Wild Thoughts"
9. "Bang"
10. "Deixa Ele Sofrer"
11. "Cobertor"
12. "Zen"
13. "Will I See You"
14. "Is That for Me"
15. "Paradinha"
16. "Loka"
17. "Você Partiu Meu Coração"
18. "Essa Mina É Louca"
19. "Sua Cara"
20. "Movimento da Sanfoninha"
21. "Medley Funk"
22. "Sim ou Não"
23. "Show das Poderosas"

Notas
- A partir do show no Rio de Janeiro no dia 14 de outubro de 2017, a música "Is That for Me" foi incluída no set list.

1. "Bang"
2. "Blá Blá Blá"
3. "Ritmo Perfeito" / "Ginza (Anitta Remix)"
4. "Deixa Ele Sofrer"
5. "Cobertor"
6. "Zen"
7. "Will I See You"
8. "Downtown"
9. "Is That for Me"
10. "Paradinha"
11. "Loka"
12. "Você Partiu Meu Coração"
13. "Essa Mina É Louca"
14. "Sua Cara"
15. "Movimento da Sanfoninha"
16. "Vai Malandra"
17. "Sim Ou Não"
18. "Show das Poderosas"

1. "Bang"
2. "Sim Ou Não"
3. "Ritmo Perfeito" / "Ginza (Anitta Remix)" / "Machika"
4. "Is That for Me"
5. "Fica Tudo Bem" / "Zen" / "Cobertor" / "Ao Vivo e A Cores"
6. "Medicina"
7. "Coladinha em Mim" / "Romance com Safadeza" / "Loka" / "Você Partiu Meu Coração"
8. "Essa Mina É Louca"
9. "Deixa Ele Sofrer"
10. "Downtown"
11. "Paradinha"
12. "Indecente"
13. "Sua Cara"
14. "Movimento da Sanfoninha"
15. "Vai Malandra"
16. "Blá Blá Blá"
17. "Show das Poderosas"

## Datas
| Data                    | Cidade         | País   | Local                   |
| ----------------------- | -------------- | ------ | ----------------------- |
| Parte 1                 |                |        |                         |
| 10 de outubro de 2015   | Rio de Janeiro | Brasil | Citibank Hall           |
| 11 de outubro de 2015   | Salvador       | Brasil | Barra Hall              |
| 12 de outubro de 2015   | São Paulo      | Brasil | Espaço das Américas     |
| 6 de dezembro de 2015   | Belo Horizonte | Brasil | Chevrolet Hall          |
| 12 de dezembro de 2015  | Rio de Janeiro | Brasil | Olaria Atlético Clube   |
| 27 de dezembro de 2015  | Rio Branco     | Brasil | Maison Borges Eventos   |
| 3 de janeiro de 2016    | Rio de Janeiro | Brasil | Coco Beach Club         |
| 9 de fevereiro de 2016  | Rio de Janeiro | Brasil | Clube Monte Líbano      |
| 1° de maio de 2016      | Lorena         | Brasil | Cervejaria do Gordo     |
| Parte 2                 |                |        |                         |
| 21 de agosto de 2016    | Belo Horizonte | Brasil | BH Hall                 |
| 8 de outubro de 2016    | Rio de Janeiro | Brasil | Metropolitan            |
| 9 de outubro de 2016    | São Paulo      | Brasil | Citibank Hall           |
| 3 de dezembro de 2016   | Brasília       | Brasil | Espaço Arena Lounge     |
| 28 de fevereiro de 2017 | Rio de Janeiro | Brasil | Clube Monte Líbano      |
| Parte 3                 |                |        |                         |
| 12 de abril de 2017     | Novo Hamburgo  | Brasil | Teatro Feevale          |
| 29 de abril de 2017     | Rio de Janeiro | Brasil | Vivo Rio                |
| 28 de maio de 2017      | Porto Alegre   | Brasil | Auditório Araújo Vianna |
| Parte 4                 |                |        |                         |
| 12 de outubro de 2017   | São Paulo      | Brasil | Citibank Hall           |
| 14 de outubro de 2017   | Rio de Janeiro | Brasil | Km de Vantagens Hall    |
| 29 de outubro de 2017   | Recife         | Brasil | Classic Hall            |
| 2 de novembro de 2017   | Curitiba       | Brasil | Teatro Guaíra           |
| Parte 5                 |                |        |                         |
| 21 de janeiro de 2018   | Aracaju        | Brasil | Arena de Eventos        |
| Parte 6                 |                |        |                         |
| 29 de julho de 2018     | Curitiba       | Brasil | Teatro Positivo         |
| 12 de outubro de 2018   | Belo Horizonte | Brasil | Km de Vantagens Hall    |
| 13 de outubro de 2018   | São Paulo      | Brasil | Credicard Hall          |
| 14 de outubro de 2018   | Rio de Janeiro | Brasil | Km de Vantagens Hall    |
| Parte 7                 |                |        |                         |
| 13 de outubro de 2019   | Curitiba       | Brasil | Teatro Positivo         |
| 19 de outubro de 2019   | Rio de Janeiro | Brasil | Km de Vantagens Hall    |
| 27 de outubro de 2019   | São Paulo      | Brasil | Credicard Hall          |